# Хохлов, Анатолий Петрович
Анато́лий Петро́вич Хохло́в (23 Августа 1945, Солнечный — март 2008, там же) — советский боксёр, представитель полусредней весовой категории. Выступал на всесоюзном уровне в первой половине 1970-х годов, серебряный и бронзовый призёр чемпионатов СССР, чемпион Спартакиады народов СССР, участник летних Олимпийских игр в Мюнхене. На соревнованиях представлял спортивное общество «Торпедо», мастер спорта международного класса. Также известен как судья международной категории, заслуженный работник физической культуры.

## Биография
Родился 23 августа 1945 года в Бакале (Челябинская область). Активно заниматься боксом начал в Челябинске во время работы на заводе ЗИЛ — состоял в боксёрской секции при заводском спортивном клубе ДСО «Торпедо», где проходил подготовку под руководством основателя этой секции, в будущем заслуженного тренера СССР Андрея Червоненко.
Дебютировал в зачёте всесоюзных первенств в сезоне 1970 года, когда побывал на чемпионате СССР в Каунасе, тем не менее, особого успеха здесь не добился, в полусреднем весе выбыл из борьбы за медали уже на стадии 1/8 финала. Год спустя на всесоюзном первенстве в Казани стал серебряным призёром, уступив в решающем поединке Абдрашиду Абдрахманову из Казахстана, тогда как на летней Спартакиаде народов СССР в Москве одержал победу над всеми соперниками, в том числе взял реванш у Абдрахманова.
В 1972 году на чемпионате СССР в Москве Хохлов дошёл до стадии полуфиналов и выиграл бронзовую медаль (проиграл ставшему чемпионом Анатолию Березюку из Минска). Благодаря череде удачных выступлений попал в основной состав советской национальной сборной и удостоился права защищать честь страны на летних Олимпийских играх в Мюнхене. В первом бою Олимпиады техническим нокаутом в третьем раунде победил чилийца Хулио Медину, затем со счётом 5:0 взял верх над ирландцем Джоном Роджерсом, но в четвертьфинале 0:5 проиграл американцу Джесси Вальдесу.
После неудачной мюнхенской Олимпиады Анатолий Хохлов остался в составе боксёрской команды СССР и продолжил принимать участие в крупнейших международных турнирах. Так, в 1973 году он побывал на международном турнире в Белграде, где в финале со счётом 1:4 потерпел поражение от местного югославского боксёра Мариана Бенеша. Выступал на Спартакиаде народов СССР 1975 года в Ташкенте (здесь также разыгрывалось всесоюзное первенство по боксу), но проиграл в первом же бою Владимиру Юдину из Узбекистана. За выдающиеся спортивные достижения удостоен почётного звания «Мастер спорта СССР международного класса».
После завершения карьеры спортсмена в течение нескольких лет возглавлял Федерацию бокса Челябинска. Имел статус судьи международной категории, в 1996 году на прошедшем на Кубе молодёжном чемпионате мира его признали лучшим судьёй турнира, неоднократно признавался лучшим судьёй России, помимо любительских турниров судил также бои профессионального бокса. Заслуженный работник физической культуры Российской Федерации. В период 2006—2008 годов вплоть до самой смерти занимал должность главы Солнечного сельского поселения. В 2009 году в Солнечном была открыта школа бокса имени Анатолия Петровича Хохлова.